# Brad Kennedy
Brad Kennedy (Sydney, 18 juni 1974) is een golfprofessional uit Australië.
Kennedy werd in 1994 professional. Hij heeft op diverse Tours gespeeld maar geen grote successen geboekt. In 2002 werd hij 2de bij het China Open. In 2003 en 2004 speelde hij ook op de Europese PGA Tour. Hij werd 2de bij het Madeira Island Open en tweemaal bij het Maleisisch Open, dat toen deel uitmaakte van de Aziatische Tour. 
Na het winnen van het Mizuno Open klom hij op de wereldranglijst tot nummer 152.
Kennedy is getrouwd en heeft een kind.

## Gewonnen
Queensland
- 1996: Queensland Trainee Championship
- 1999: Wynnum Open
- 2000: Bargara Classic, Wynnum Open
- 2001: Bargara Classic

Australaziatische Tour
- 2010: Western Australian Open
- 2011: BMW New Zealand Open

Japan Golf Tour
- 2012: Gateway to the Open Mizuno Open